# Chionochloa defracta
Chionochloa defracta är en gräsart som beskrevs av Henry Eamonn Connor. Chionochloa defracta ingår i släktet Chionochloa och familjen gräs. Inga underarter finns listade i Catalogue of Life.